# Biddenham
Biddenham è un villaggio e parrocchia civile dell'Inghilterra, situata nella contea del Bedfordshire.